# سرخ‌رود

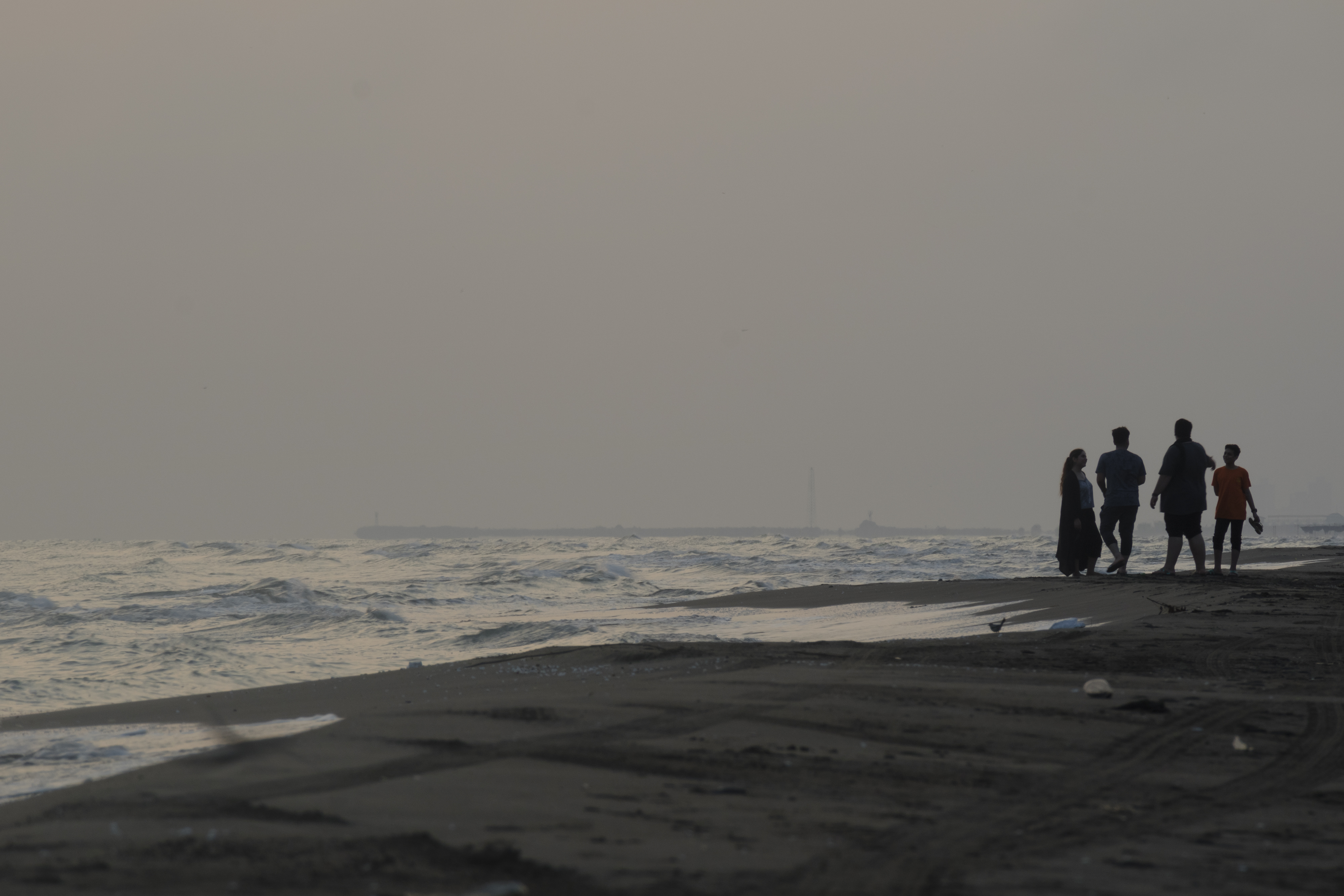
ساحل سرخ‌رود

سرخ‌رود یکی از شهرهای استان مازندران ایران است. این شهر مرکز بخش سرخ‌رود شهرستان محمودآباد است. این شهر در ۶ کیلومتری غرب فریدون‌کنار و پانزده کیلومتری شرق محمودآباد در کنار دریای خزر و در انتهای مسیر رودخانهٔ هراز به دریای خزر قرار دارد.

## تاریخچه
در مورد وجه تسمیه و علت نام‌گذاری سرخرود به این نام نظرات مختلفی وجود دارد. یکی از این نظرات از سفرنامهٔ مسیو بهلر در زمان ناصرالدین‌شاه آمده‌است. علت نامگذاری این شهر را نام رودی می‌داند که از شمال کوه دماوند سرچشمه می‌گرفته‌است. این رودخانه همان هراز است که از قسمت غربی شهر عبور می‌کند و به دلیل طغیانی بودن رودخانه هراز و سایش بستر مارنی ولسی رودخانه منجر به گل‌آلود شدن رودخانه در پایین دست شده و رنگ متمایل به سرخ می‌گرفته‌است که به مرور زمان به‌عنوان نشانه‌ای برای ساکنان این سامان درآمده و ساکنان جناحین، این رودخانه را سرخرود می‌نامیده‌اند. شاه در باب سرخ‌رود در این سفرنامه می‌گوید، هراز و سرخه‌رود و ملاکلا هر سه یک سرچشمه دارند که سرچشمهٔ آن‌ها از طرف شمال کوه دماوند است و چند فرسخ از آنجا گذشته منقسم به سه قسمت می‌شود یکی به طرف محمودآباد می‌رود و داخل دریا می‌شود و می‌نامند او را هراز و دیگری به طرف آمل می‌رود و از آمل و سپس از یک فرسخ و نیم از آن شهر گذشته دوباره دو شاخه می‌شود و می‌ریزند به دریا و موسومند به سرخه‌رود و ملاکلا و دو فرسخ از فری کنار گذشته به مشهدسر می‌رسند و امتداد راه به طرف شمال به شرق و مشرق است. در گذشته این شهر به عنوان یکی از قریه‌های آمل محل استقرار در منطقهٔ ساحلی تبادلات و ارتباط دریایی این سامان را با شهرهای قفقاز نظیر بادکوبه، باکو و غیره را فراهم می‌کرده‌است.

## جمعیت
بر اساس سرشماری سال ۱۳۹۵ جمعیت این شهر برابر با ۱۲٬۳۴۵ نفر جمعیت بوده‌است. مردم سرخ‌رود از قومیت طبری هستند که ریشه آن به قوم آمارد و قوم تپوری می‌رسد. مردم سرخ‌رود به زبان طبری (مازندرانی) و گویش بابلی سخن می‌گویند. جمعیت بومی این شهر حدود دوازده هزار نفر است. طوایف طبری‌تبار سرخرود شامل: اَزویه (جعفرزاده، نعمت پور، احمدزاده و قهرمانی)، درزی‌تبار، زورک‌تبار، دودتبار،گل‌تبار، شیروتبار

## جغرافیا
شهر سرخ‌رود ساحل‌های زیبایی دارد. از جانوران بومی سرخرود می‌توان به روباه، جوجه‌تیغی، گربه وحشی که مردم محلی به آن بامشی شال گویند و قاقم نوعی راسو که مردم محلی به آن عروسک می‌گویند نام برد. همچنین این شهر در زمستان میزبان چند هزار قوی مهاجر است. سرخ‌رود یک شهر توریستی کوچک در میانه دو شهر محمودآباد و فریدون‌کنار است که به دلیل نزدیکی به شهر آمل و همچنین موقعیت آن در وجود دشت‌های سرسبز دامنهٔ البرز و چشم‌اندازهای زیبایی که دارد به عنوان یک شهر توریستی شناخته شده‌است.

## مناطق گردشگری
جاهای دیدنی سرخ‌رود
1. ساحل شنی سرخ‌رود
2. جنگل شیلات سرخ‌رود
3. تپه‌های باستانی سرخ‌رود
4. تالاب سرخ‌رود

## اقتصاد
کشاورزی (برنج)، ماهیگیری، شکار پرندگان وحشی و باغداری مهم‌ترین شغل‌های ساکنان این شهر است.

## نگارخانه

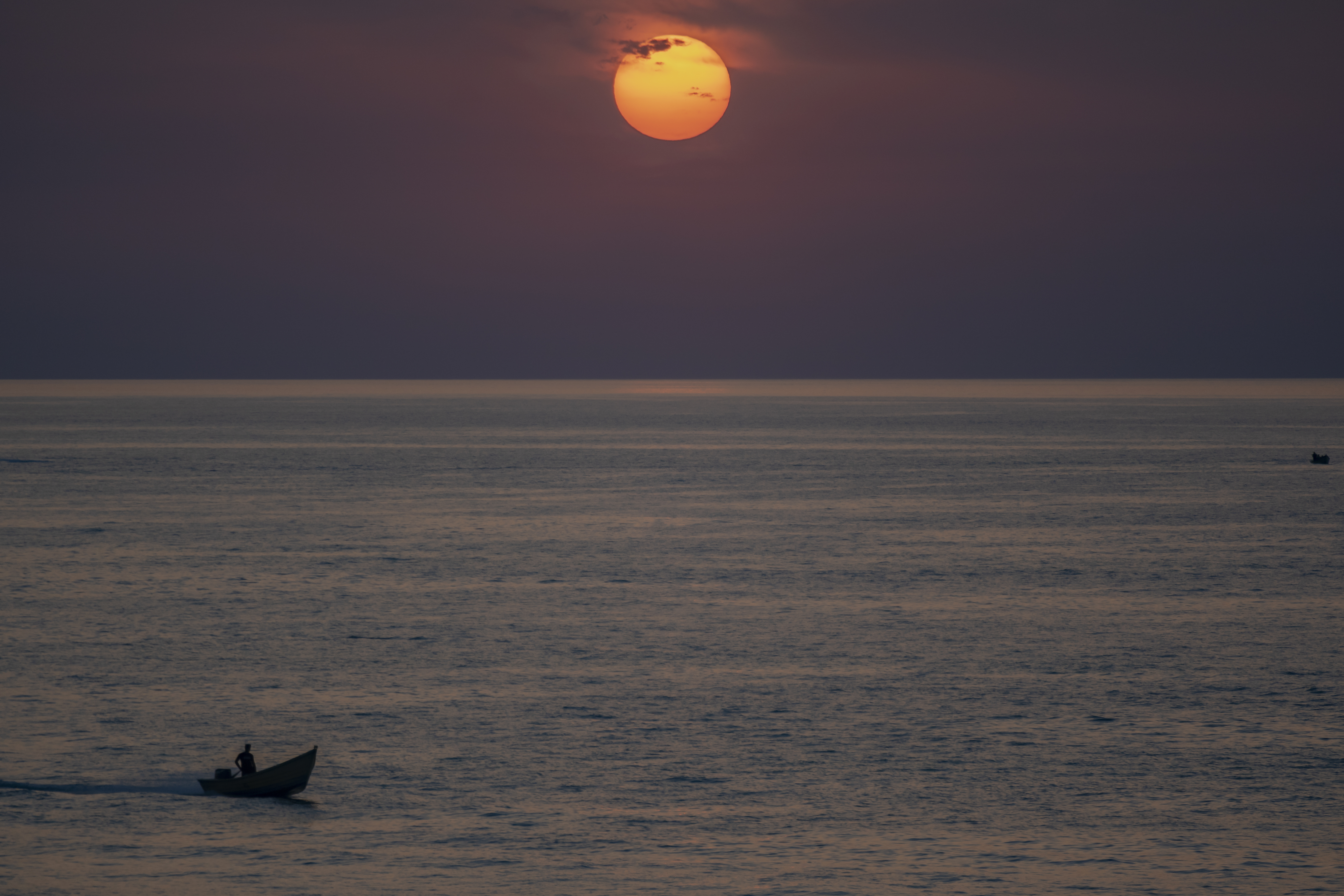
غروب دریای خزر در ساحل سرخ‌رود
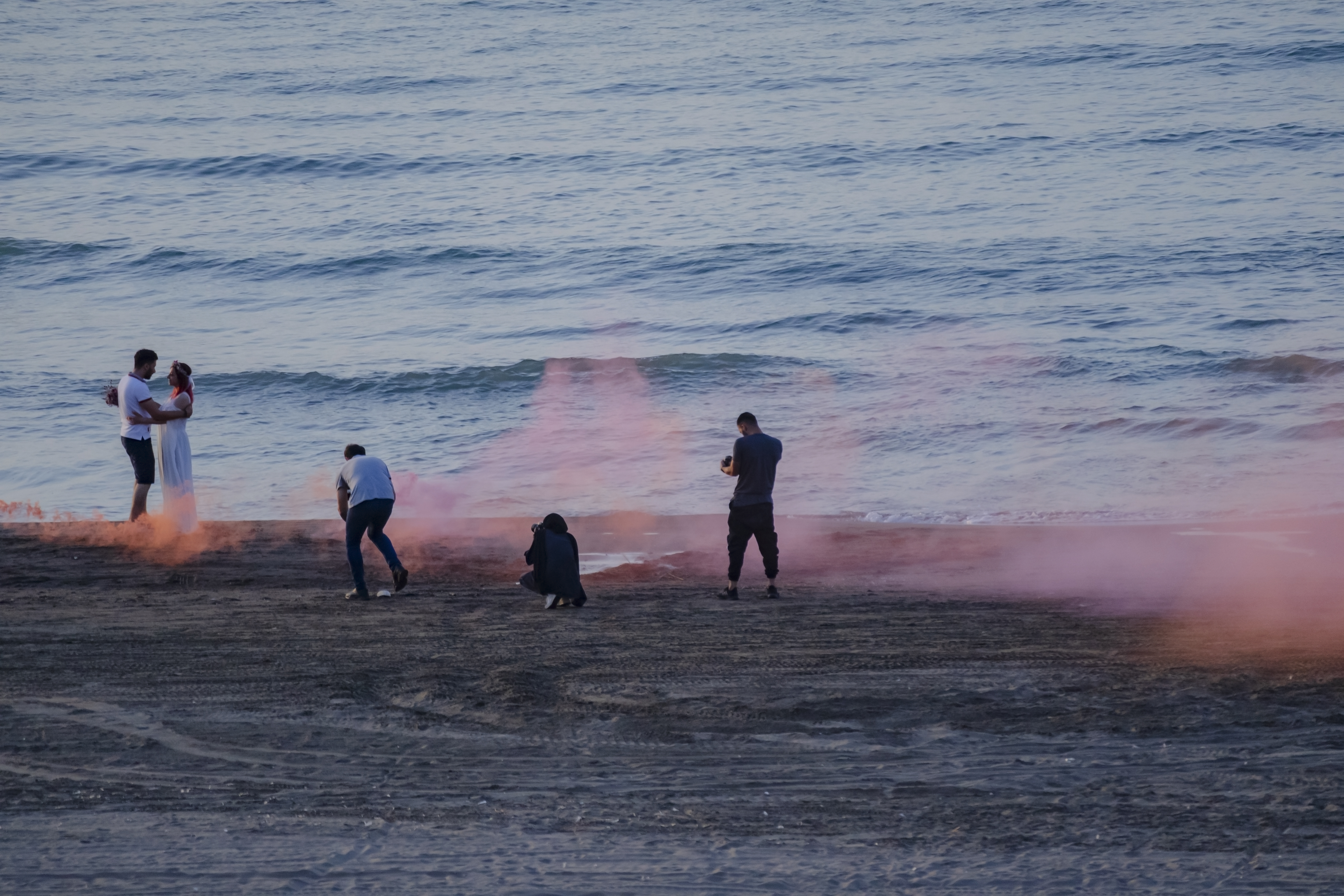
عکاسی و فیلم‌برداری از عروسی در ساحل سرخ‌رود مازندران
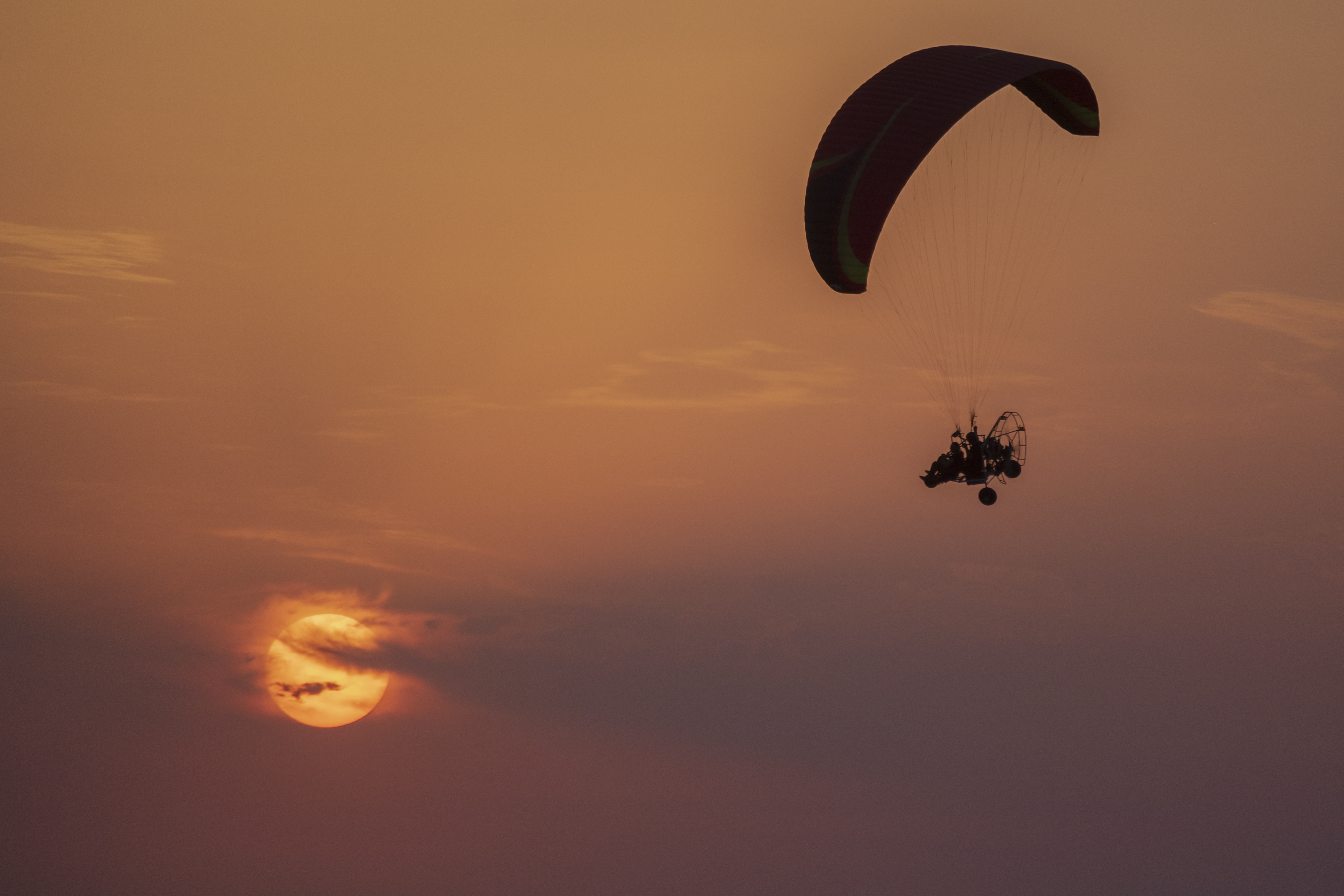
غروب در ساحل سرخ‌رود و ورزش‌های ساحلی
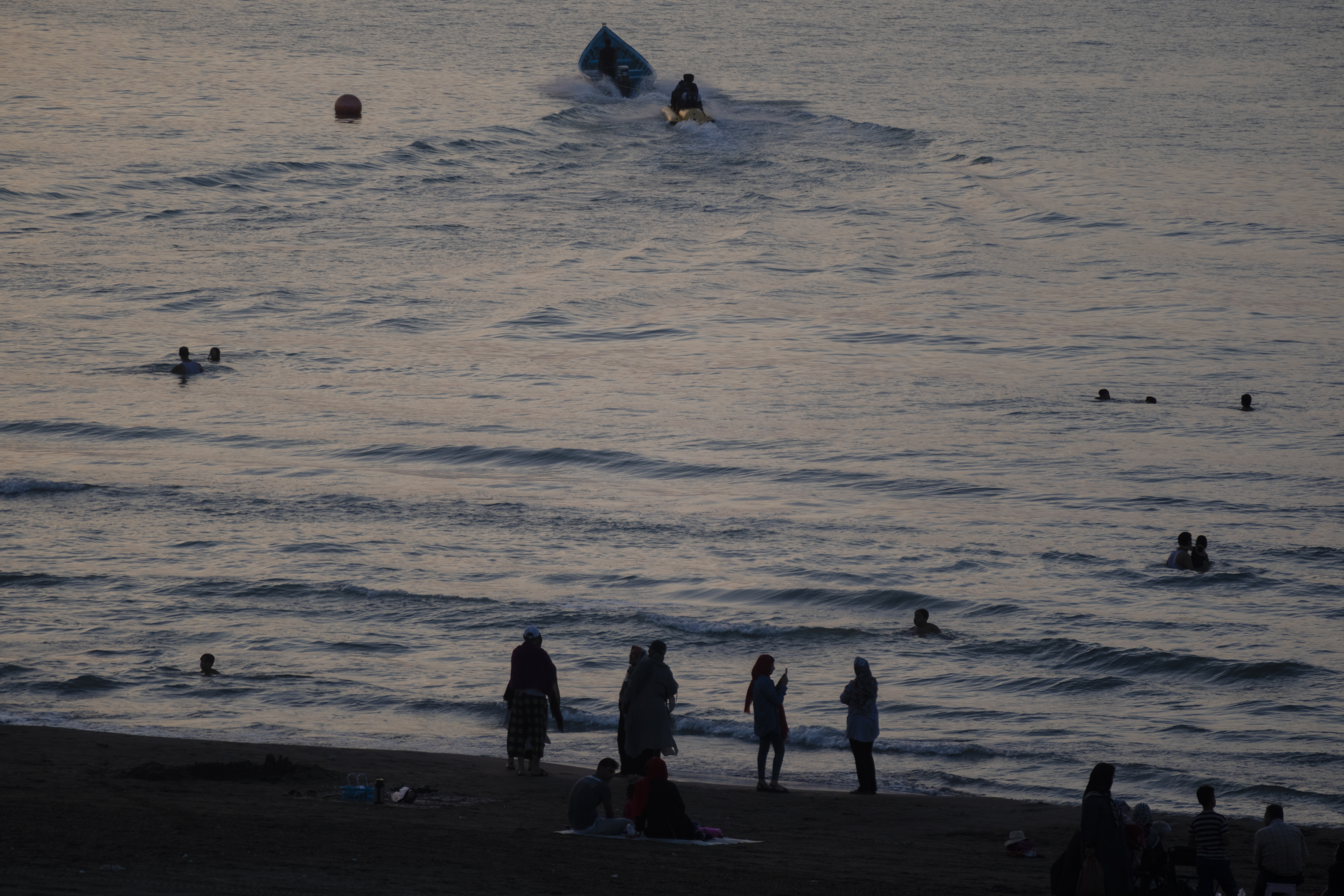
عکس ضدنور از اجتماع مردم در لحظهٔ غروب در ساحل سرخ‌رود مازندران